# Dusona similis
Dusona similis là một loài tò vò trong họ Ichneumonidae.